# Punkt (tecken)
Punkt (.) är ett skiljetecken med en prick placerad på baslinjen i en textrad. Den används främst för att markera slutet av en mening.

## Användning

### Slutpunkt
Punkt används för att markera slutet av en mening som är ett påstående. Tecknet kallas då slutpunkt:
- Detta är ett exempel på en mening där slutpunkten visar meningens slut.

Om meningen avslutas med en avbrytningsförkortning sätts endast en punkt ut:
- Förbjudna föremål är knivar, saxar, yxor o.d.

Punkt används inte för att avsluta rubriker som står på en ensam rad:
- Beslut om grillfest

Styrelsen beslutar att tills vidare bordlägga frågan om grillfest.
Däremot sätts punkt ut om rubriken är en s.k. radrubrik:
- Beslut om grillfest. Styrelsen beslutar att tills vidare bordlägga frågan om grillfest.

### Förkortningstecken
Punkten används också vid förkortningar som förkortningstecken och anger då att bara början av ordet är utskrivet:
- fig. – figur
- mom. – moment
- uppl. – upplaga

Denna typ av förkortning kallas avbrytning. Om förkortningen står för ett uttryck som innehåller flera avbrutna ord anges en punkt efter varje ord, utan mellanrum mellan orden:
- bl.a. – bland annat eller bland andra
- m.fl. – med flera
- o.s.v. – och så vidare

Punkt bör däremot inte användas vid förkortningar som är sammandragningar:
- jfr – jämför
- gm – genom
- trpt – transport (i räkenskaper)

### Decimalpunkt
På svenska används inte punkt som decimaltecken, till skillnad från engelskspråkiga texter. På svenska används istället kommatecken (,):
- Talet π ligger i närheten av 3,14.

### Tusentalsavgränsare
I svensk text används normalt mellanrum som tusentalsavgränsare:
- Bandets senaste skiva såldes i 125 000 exemplar.

I vissa specifika sammanhang kan dock punkt användas som tusentalsavgränsare, till exempel på utbetalningsavier och skuldebrev där man vill göra det svårare att ändra beloppet i efterhand. Se vidare tusentalsavgränsare.

### Tidsavdelare
I svensk text avdelas timmar, minuter och sekunder normalt med punkt. Delar av sekunder avdelas med komma:
- Segertiden var 1.16,25 (1 minut, 16 sekunder och 25 hundradelar).

I vissa tekniska sammanhang används däremot kolon mellan timmar och minuter, enligt ISO 8601.

### Filgränstecken
I filnamn används punkten som filgränstecken, d.v.s. som avskiljare mellan filnamnet och filnamnsändelsen (filnamnssuffixet):
- Kvartalsrapport.pdf
- Beatles - Yellow Submarine.mp3
- Semesterbild.jpg

### Webb- och e-postadresser
Punkter används för att avskilja de olika delarna i domännamnet som ingår i en webb- eller e-postadress.
- http://sv.wikipedia.org
- exempel@example.com

Punkt kan även brukas i andra delar av webb- och e-postadresserna.

### Uteslutningstecken (…)
Tre punkter efter varandra (…) används som uteslutningstecken. Mellanrum skrivs inte ut mellan punkterna. Däremot ska mellanrum användas omedelbart före den första punkten, om punkterna markerar att ett eller flera hela ord har tagits bort:
- – Då berättade landsfiskalen …

Däremot används inget mellanrum om punkterna markerar att bara en del av ett ord uteslutits:
- – Då berättade lands…

Om meningen avslutas med ett uteslutningstecken används ingen extra punkt i slutet av meningen. Däremot kan andra skiljetecken som frågetecken eller utropstecken skrivas ut. Punkt används också för att markera meningens slut om meningen avslutas med ett citat som i sin tur avslutas med ett uteslutningstecken:
- Landsfiskalen sluddrade något om "den där förgrymmade …".

Punkten skrivs däremot inte ut om citatet utgör en fullständig mening:
- Landsfiskalen sluddrade otydligt. "Den där förgrymmade …"

I moderna ordbehandlingsprogram kan tre punkter skrivas som ett enda tecken, och kallas då ibland ellips. I Microsoft Word infogas en ellips med tangentbordskombinationen AltGr+. (punkt). I modernare versioner ändrar Word automatiskt tre punkter till ett enda tecken: ellips.

### Liknande tecken
- halvhög punkt (·)
- listpunkt (symbol) (•)